# Finland op de Olympische Winterspelen 1980
Tijdens de Olympische Winterspelen van 1980, die in Lake Placid (Verenigde Staten) werden gehouden, nam Finland voor de dertiende keer deel.

## Medailleoverzicht
| Sport              | Olympiër                                                      | Discipline            | Medaille |
| ------------------ | ------------------------------------------------------------- | --------------------- | -------- |
| Schansspringen     | Jouko Törmänen                                                | grote schans (m)      | Goud     |
| Langlaufen         | Juha Mieto                                                    | 15 km (m)             | Zilver   |
| Langlaufen         | Juha Mieto                                                    | 50 km (m)             | Zilver   |
| Langlaufen         | Hilkka Riihivuori                                             | 5 km (v)              | Zilver   |
| Langlaufen         | Hilkka Riihivuori                                             | 10 km (v)             | Zilver   |
| Noordse combinatie | Jouko Karjalainen                                             | mannen                | Zilver   |
| Langlaufen         | Helena Takalo                                                 | 10 km (v)             | Brons    |
| Langlaufen         | Harri Kirvesniemi Pertti Teurajärvi Matti Pitkänen Juha Mieto | 4x10 km estafette (m) | Brons    |
| Schansspringen     | Jari Puikkonen                                                | grote schans (m)      | Brons    |

## Deelnemers en resultaten

### Biatlon
| Olympiër                                               | Discipline             | Resultaat | Prestatie                                                                                            |
| ------------------------------------------------------ | ---------------------- | --------- | --- |
| Erkki Antila                                           | 10 km (m)              | 12e       | 34.32,97 (+2.22,28) pen.: 2 (0 / 2)                                                                  |
| Erkki Antila                                           | 20 km (m)              | 5e        | 1:11.32,32 (+3.16,01) pen.: 4 (0 / 2 / 1 / 1)                                                        |
| Heikki Ikola                                           | 20 km (m)              | 18e       | 1:15.02,16 (+6.45,85) pen.: 5 (2 / 0 / 1 / 2)                                                        |
| Keijo Kuntola                                          | 10 km (m)              | 35e       | 37.15,28 (+5.04,59) pen.: 5 (3 / 2)                                                                  |
| Raimo Seppänen                                         | 20 km (m)              | 32e       | 1:19.15,67 (+10.59,36) pen.: 6 (0 / 2 / 1 / 3)                                                       |
| Arto Sutinen                                           | 10 km (m)              | 24e       | 36.01,06 (+3.50,37) pen.: 3 (2 / 1)                                                                  |
| Keijo Kuntola Erkki Antila Kari Saarela Raimo Seppänen | 4x7,5 km estafette (m) | 7e        | 1:38.50,84 (+4.47,57) pen.: 6-15 (1-4 / 3-5 / 0-3 / 2-3) (24.18,98 / 25.04,17 / 24.14,45 / 25.13,24) |

### Kunstrijden
| Olympiër           | Discipline | Resultaat | Prestatie               |
| ------------------ | ---------- | --------- | ----------------------- |
| Kristiina Wegelius | vrouwen    | 10e       | pc. 87,0; 172,0 punten  |
| Susan Broman       | vrouwen    | 17e       | pc. 152,0; 157,5 punten |

### Langlaufen
| Olympiër                                                            | Discipline            | Resultaat | Prestatie                                                         |
| ------------------------------------------------------------------- | --------------------- | --------- | ----------------------------------------------------------------- |
| Jorma Aalto                                                         | 30 km (m)             | 26e       | 1:32.48,10 (+5.45,30)                                             |
| Asko Autio                                                          | 50 km (m)             | 9e        | 2:32.25,57 (+5.00,97)                                             |
| Kari Härkönen                                                       | 15 km (m)             | 19e       | 43.50,31 (+1.52,68)                                               |
| Harri Kirvesniemi                                                   | 15 km (m)             | 8e        | 43.02,01 (+1.04,38)                                               |
| Harri Kirvesniemi                                                   | 30 km (m)             | 18e       | 1:31.35,13 (+4.32,33)                                             |
| Juha Mieto                                                          | 15 km (m)             | Zilver    | 41.57,64 (+0,01)                                                  |
| Juha Mieto                                                          | 30 km (m)             | 7e        | 1:29.45,08 (+2.42,28)                                             |
| Juha Mieto                                                          | 50 km (m)             | Zilver    | 2:30.20,52 (+2.55,92)                                             |
| Matti Pitkänen                                                      | 30 km (m)             | 6e        | 1:29.35,03 (+2.32,23)                                             |
| Matti Pitkänen                                                      | 50 km (m)             | 11e       | 2:34.09,04 (+6.44,44)                                             |
| Pertti Teurajärvi                                                   | 15 km (m)             | 20e       | 43.59,08 (+2.01,45)                                               |
| Pertti Teurajärvi                                                   | 50 km (m)             | 18e       | 2:36.44,08 (+9.19,48)                                             |
| Harri Kirvesniemi Pertti Teurajärvi Matti Pitkänen Juha Mieto       | 4x10 km estafette (m) | Brons     | 2:00.00,18 (+2.56,72) (31.17,45 / 30.17,70 / 30.08,39 / 28.16,64) |
|                                                                     |                       |           |                                                                   |
| Marja Auroma                                                        | 5 km (v)              | 25e       | 16.18,44 (+1.11,52)                                               |
| Marja-Liisa Hämäläinen                                              | 5 km (v)              | 19e       | 15.58,27 (+51,35)                                                 |
| Marja-Liisa Hämäläinen                                              | 10 km (v)             | 18e       | 32.22,88 (+1.51,34)                                               |
| Ulla Maaskola                                                       | 10 km (v)             | 32e       | 33.22,19 (+2.50,65)                                               |
| Hilkka Riihivuori                                                   | 5 km (v)              | Zilver    | 15.11,96 (+5,04)                                                  |
| Hilkka Riihivuori                                                   | 10 km (v)             | Zilver    | 30.35,05 (+3,51)                                                  |
| Helena Takalo                                                       | 5 km (v)              | 8e        | 15.32,12 (+25,20)                                                 |
| Helena Takalo                                                       | 10 km (v)             | Brons     | 30.45,25 (+13,71)                                                 |
| Marja Auroma Marja-Liisa Hämäläinen Helena Takalo Hilkka Riihivuori | 4x5 km estafette (v)  | 5e        | 1:04.41,28 (+2.30,18) (16.52,95 / 16.17,13 / 15.53,27 / 15.37,93) |

### Noordse combinatie
| Olympiër          | Discipline | Resultaat | Prestatie                                                                                            |
| ----------------- | ---------- | --------- | --- |
| Jouko Karjalainen | mannen     | Zilver    | 429,50 punten schans: 209,5 p 108,1 (79,0 m)+83,2 (72,0 m)+101,4 (81,0 m) 15 km: 220,00 p (47.44,05) |
| Jorma Etelälahti  | mannen     | 13e       | 391,92 punten schans: 192,6 p 91,9 (72,0 m)+100,7 (79,5 m)+91,5 (74,5 m) 15 km: 199,32 p (50.02,04)  |
| Jukka Kuvaja      | mannen     | 22e       | 367,85 punten schans: 155,0 p 66,3 (61,0 m)+77,6 (68,5 m)+77,4 (68,5 m) 15 km: 212,85 p (48.32,02)   |
| Rauno Miettinen   | mannen     | 23e       | 367,54 punten schans: 171,9 p 83,9 (67,0 m)+88,0 (72,5 m)+81,9 (71,0 m) 15 km: 195,64 p (50.26,09)   |

### Schaatsen
| Olympiër        | Discipline   | Resultaat | Prestatie           |
| --------------- | ------------ | --------- | ------------------- |
| Pertti Niittylä | 500 m (m)    | 22e       | 39,54 (+1,51)       |
| Pertti Niittylä | 1000 m (m)   | 14e       | 1.18,85 (+3,67)     |
| Pertti Niittylä | 1500 m (m)   | 14e       | 2.00,01 (+4,57)     |
| Pertti Niittylä | 5000 m (m)   | 17e       | 7.21,51 (+19,22)    |
| Pertti Niittylä | 10.000 m (m) | 19e       | 15.29,98 (+1.01,85) |
| Esa Puolakka    | 500 m (m)    | 25e       | 39,76 (+1,73)       |
| Esa Puolakka    | 1000 m (m)   | 35e       | 1.23,54 (+8,36)     |
| Jukka Salmela   | 500 m (m)    | 18e       | 39,32 (+1,29)       |
| Jukka Salmela   | 1000 m (m)   | 30e       | 1.21,78 (+6,60)     |
|                 |              |           |                     |
| Anneli Repola   | 500 m (v)    | 20e       | 44,33 (+2,55)       |
| Anneli Repola   | 1000 m (v)   | 28e       | 1.31,76 (+7,66)     |
| Anneli Repola   | 1500 m (v)   | 21e       | 2.17,81 (+6,86)     |
| Anneli Repola   | 3000 m (v)   | 15e       | 4.50,51 (+18,38)    |

### Schansspringen
| Olympiër        | Discipline         | Resultaat | Prestatie                                            |
| --------------- | ------------------ | --------- | ---------------------------------------------------- |
| Pentti Kokkonen | normale schans (m) | 5e        | 247,6 punten 126,8 p. (86,0 m) + 120,8 p. (83,5 m)   |
| Pentti Kokkonen | grote schans (m)   | 12e       | 230,9 punten 115,2 p. (105,0 m) + 115,7 p. (105,0 m) |
| Jari Puikkonen  | normale schans (m) | 16e       | 227,5 punten 115,8 p. (81,0 m) + 111,7 p. (80,0 m)   |
| Jari Puikkonen  | grote schans (m)   | Brons     | 248,5 punten 126,4 p. (110,5 m) + 122,1 p. (108,5 m) |
| Jouko Törmänen  | normale schans (m) | 8e        | 243,5 punten 119,0 p. (83,0 m) + 124,5 p. (85,5 m)   |
| Jouko Törmänen  | grote schans (m)   | Goud      | 271,0 punten 133,5 p. (114,5 m) + 137,5 p. (117,0 m) |
| Kari Ylianttila | normale schans (m) | 32e       | 203,2 punten 105,8 p. (76,0 m) + 97,4 p. (72,0 m)    |
| Kari Ylianttila | grote schans (m)   | 13e       | 229,1 punten 111,0 p. (102,0 m) + 118,1 p. (106,0 m) |

### IJshockey
| Olympiër | Discipline | Resultaat | Prestatie |
| --- | ---------- | --------- | --- |
| Antero Kivelä Jorma Valtonen Seppo Suoraniemi Olli Saarinen Hannu Haapalainen Tapio Levo Kari Eloranta Lasse Litma Esa Peltonen Ismo Villa Mikko Leinonen Markku Kiimalainen Jari Kurri Jukka Koskilahti Hannu Koskinen Reijo Leppänen Markku Hakulinen Jukka Porvari Jarmo Mäkitalo Timo Susi | mannen     | 4e        | Voorronde groep A: 4- 5 Finland - Polen 6- 3 Finland - Japan 4- 3 Finland - Canada 2- 4 Finland - Sovjet-Unie 10- 3 Finland - Nederland Finaleronde: 3- 3 Finland - Zweden 2- 4 Finland - Verenigde Staten |

Andorra · Argentinië · Australië · België · Bolivia · Bondsrepubliek Duitsland · Bulgarije · Canada · China · Costa Rica · Cyprus · Duitse Democratische Republiek · Finland · Frankrijk · Griekenland · Groot-Brittannië · Hongarije · IJsland · Italië · Japan · Joegoslavië · Libanon · Liechtenstein · Mongolië · Nederland · Nieuw-Zeeland · Noorwegen · Oostenrijk · Polen · Roemenië · Sovjet-Unie · Spanje · Tsjecho-Slowakije · Verenigde Staten · Zuid-Korea · Zweden · Zwitserland